# گیشی (مارتونی)
گیشی (به ارمنی: Գիշի) یک منطقهٔ مسکونی در جمهوری آرتساخ است که در استان مارتونی واقع شده‌است. گیشی مارتونی ۱٬۲۳۴ نفر جمعیت دارد.

## نگارخانه

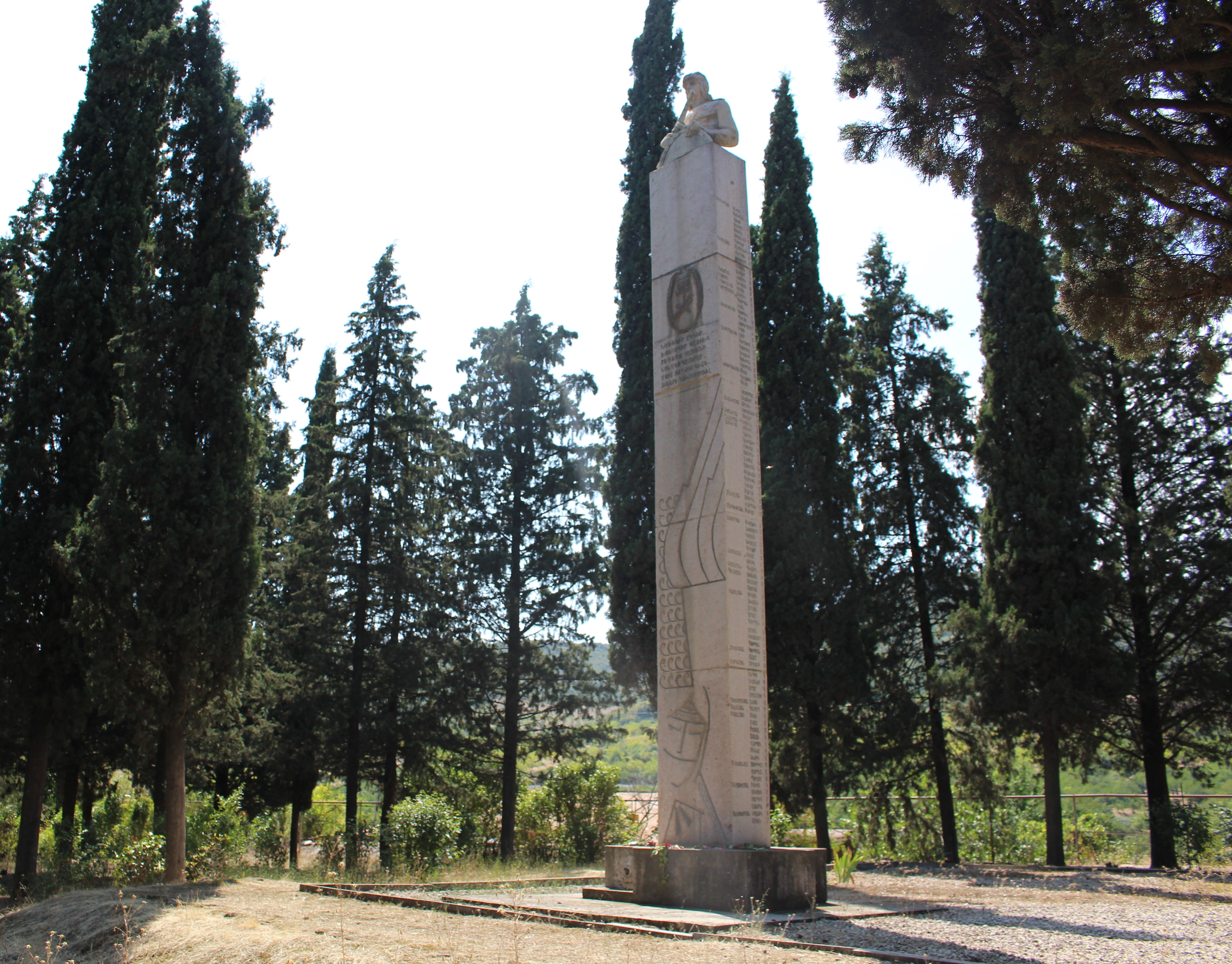
بنای یادبود جنگ میهنی در روستای گیشی
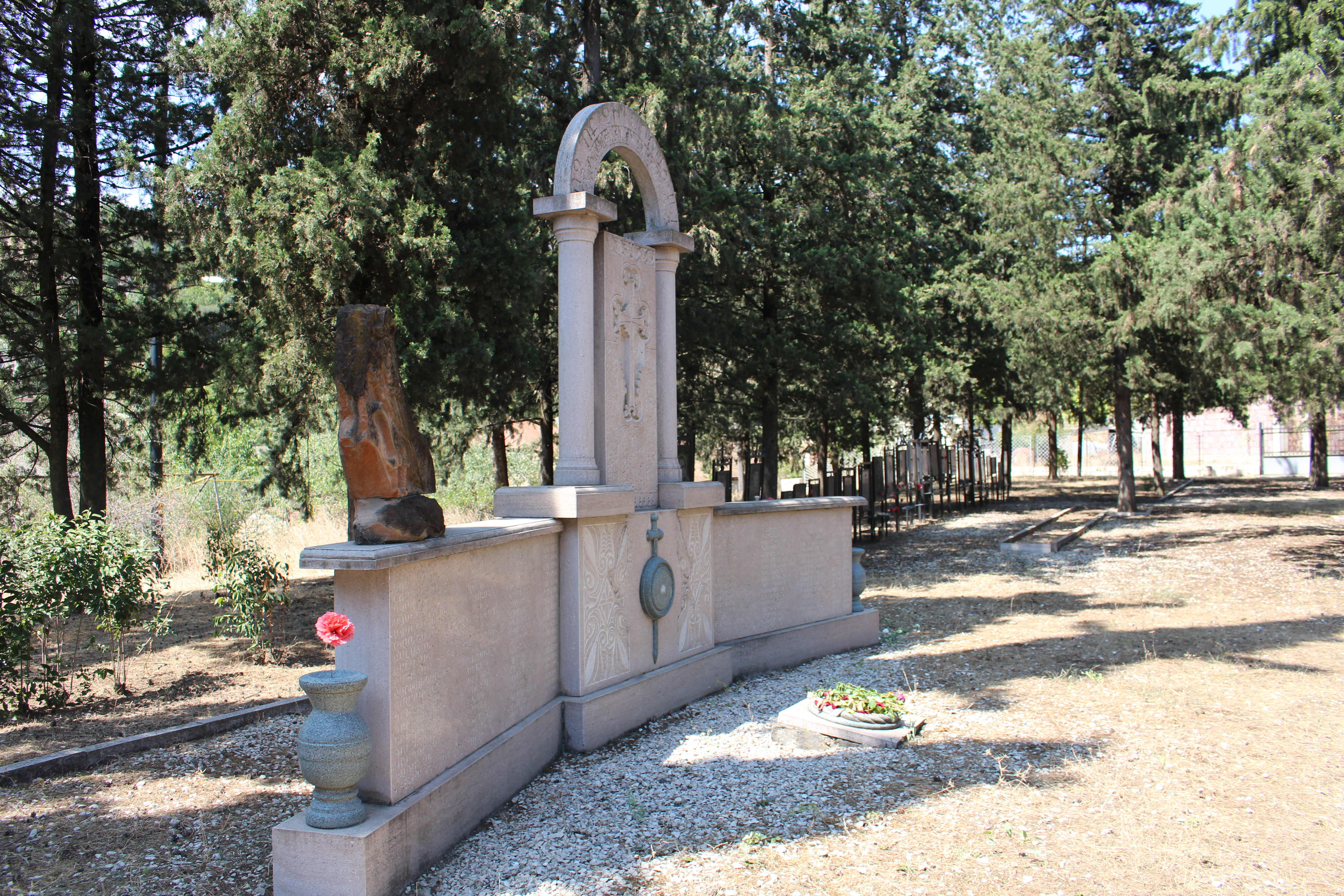
بنای یادبود جانباختگان جنگ قره‌باغ
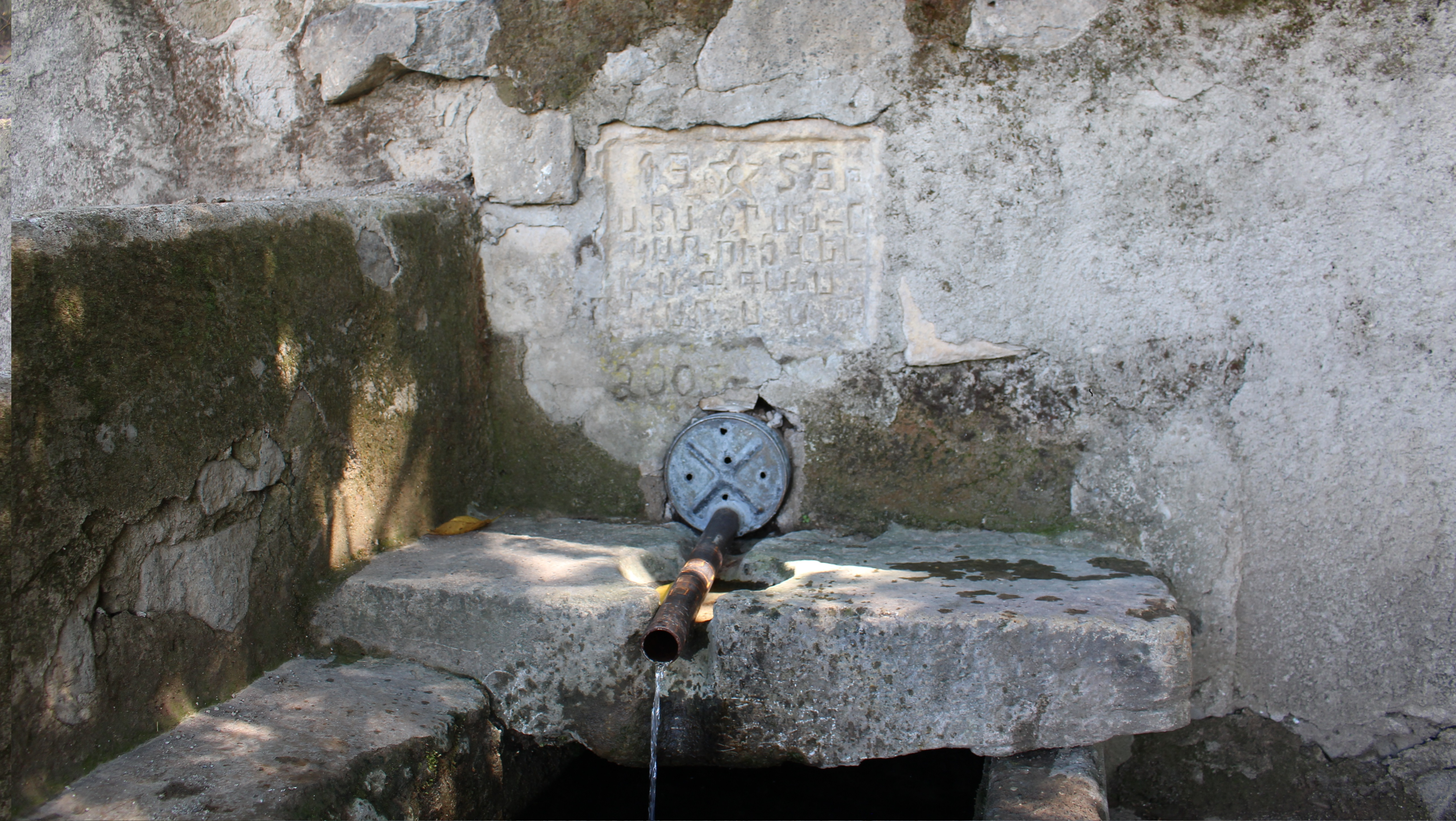
چشمه ببجامال
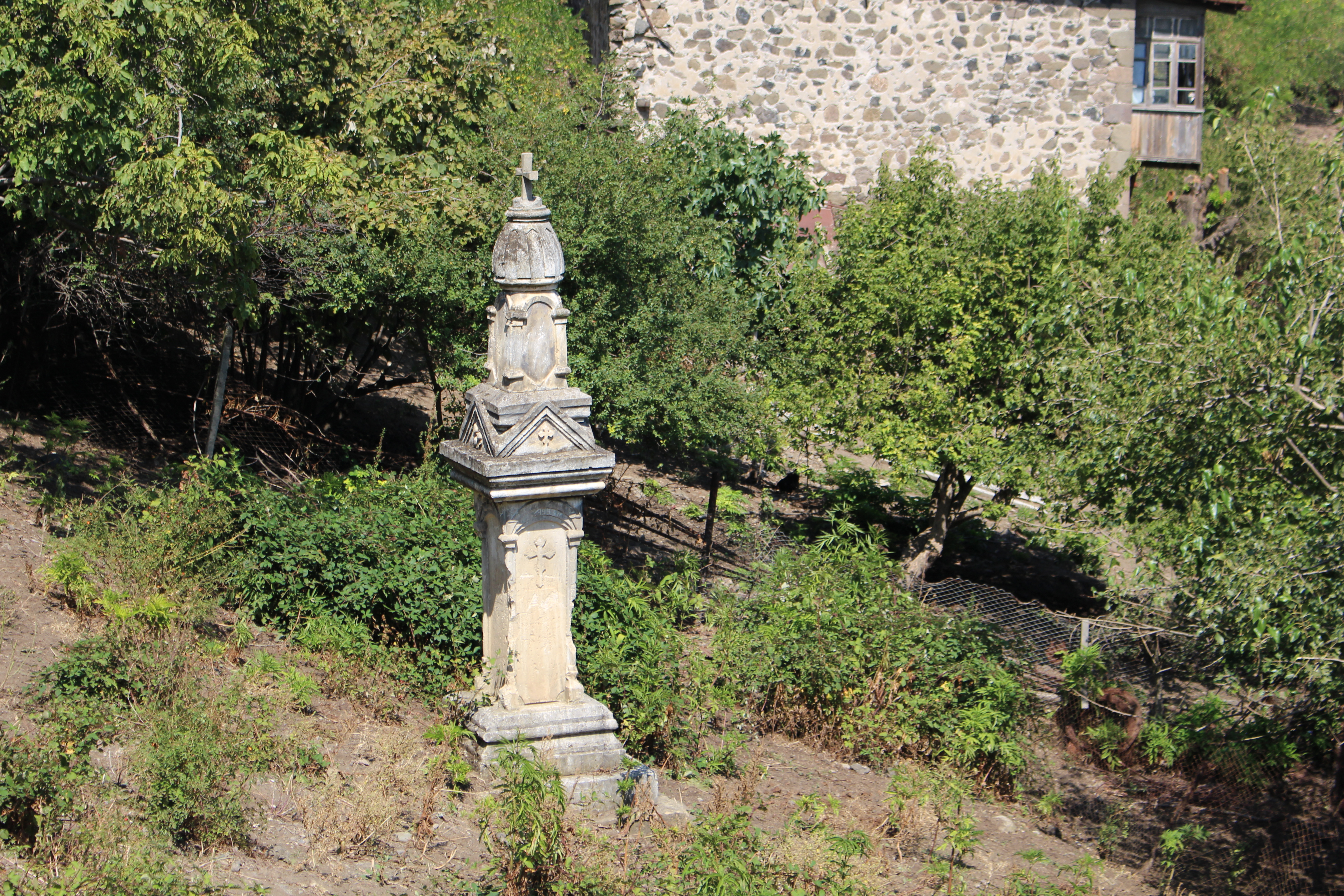
Գերեզմանոց «Ոսկե խաչ»